# Џон Керол Линч
Џон Керол Линч (енгл. John Carroll Lynch; Болдер, 1. август 1963) амерички је филмски и ТВ глумац.
Публици је познат по филмовима Фарго, Шифра Меркур, Готика, Зодијак, Гран Торино, Неочекивана љубав и Затворено острво, као и ТВ серије Карневал, Близу куће и Тело као доказ.